# 目安箱
目安箱（めやすばこ）は、施政の参考意見や社会事情の収集などを目的に、庶民の進言の投書を集めるために設置した箱、及びその制度のことである。ここでは近世以前の、投書による民衆から国家・政府への意見具申制度についても記す。

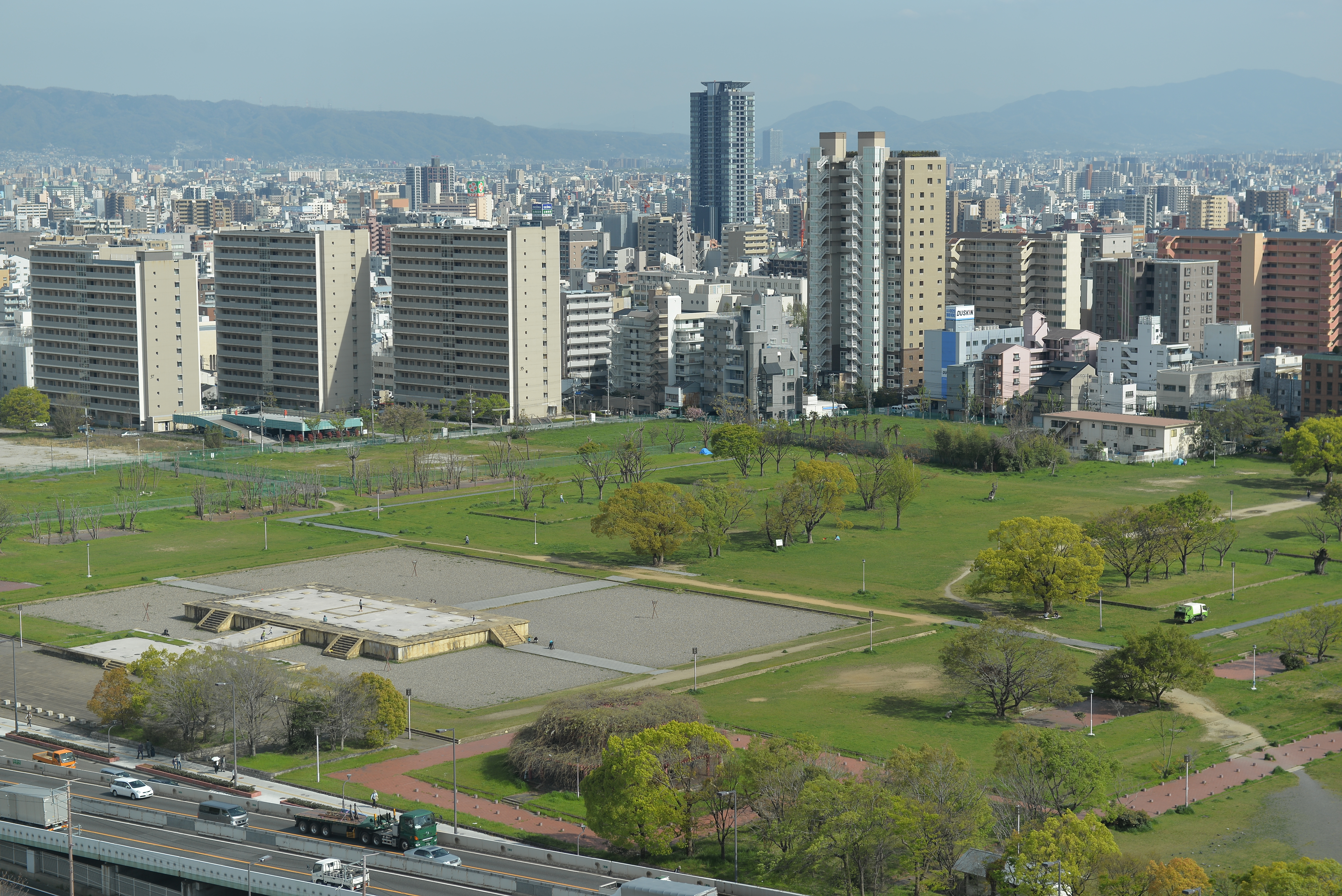
大化の改新の舞台となった難波長柄豊碕宮

## 鐘櫃の制
投書により、民衆の意見を政治に反映させようとする施策は古代から行われていた。民意を重んじ、理想的な政治を志したとされる改新政府が大化の改新で打ち出した諸政策の一つに鐘櫃の制（かねひつのせい、しょうきのせい）と呼ばれる施策が存在した。
訴人はまず伴造や尊長に不満や要求を訴え、彼らによる審理結果が納得できなければ朝廷の櫃に投書を行った。天皇は郡卿らに裁定を委ねるが、訴人が郡卿の裁定にも納得できないのであれば、訴人は朝廷に赴き鐘を突き天皇に直接訴え、三度審理を求めることができた。
鐘櫃の制は、乙巳の変直後の645年（大化元年）8月に施行され、翌646年（大化2年）2月に初めて投書が櫃に投函された。政府が租税運搬などで上京した地方の人々を官僚らが中央に留めて不当に駈役している事を訴えたもので、孝徳天皇はその訴えを認め、それらの雑役を停止させた。このように鐘櫃の制は天皇が国民の訴えを投書によって直接的に把握し、また民意によって政策を変更させることができるという、日本史上画期的な政治制度であった。
その後、奈良時代の766年（天平神護2年）5月には、平城京で二柱の制といわれる訴訟制度が施行された。中壬生門の西に建てられた2本の石柱の下で、訴人が政治への不満を表明した後、弾正台に訴状を提出する方法がとられていた。

## 享保の改革における目安箱
一般的に目安箱といえば江戸時代の1721年（享保6年）に徳川吉宗が設置したものを指すことが多い。「目安」とは訴状のことである。目安箱の制度自体は過去にも見られる。例えば相模国の北条氏康も目安箱を設置しており、氏康が僧の融山に宛てた書状には諸人の訴えを聞くための「目安箱」の設置の記述がみられる。
徳川吉宗は享保6年7月、和田倉御門近くの評定所前に毎月2日､11日､21日の月3回、目安箱を設置することを日本橋に高札を立て公示した。目安箱には政治・経済から日常の問題まで、町人や百姓などの要望や不満を人々に直訴させた。幕臣の投書は当初許可されていたが間もなく禁止され、投書は住所・氏名記入式で、それの無い訴状は破棄された。箱は鍵が掛けられた状態で回収された投書は将軍自ら検分した。
評定所の式日（しきじつ）の翌日、本丸に差し出された。すなわち、老中の用部屋まで目付が付添い、老中が受け取って御側御用取次に渡す。取次は用部屋坊主に箱を持たせ談部屋に持込み、ここから時計間坊主肝煎が取次ぐ。さらに途中から張常坊主が付添い、小納戸頭取の部屋に持込むと、この先は御側用取次自身で持ち、休息間の下段中央に箱を置き両手をつき、小姓はいずれも起って次に下った後、将軍は守袋から目安箱の鍵を取出して手ずから箱を開くという流れであった。まず将軍が目を通し、疑問があれば御側御用取次より御庭番に命じて独自の情報を得た。必要に応じて老中にも下されていたが、直接将軍まで提出される性質の情報源であることから、老中他の幕閣を批判した内容のものもあったという。
採用された例としては、享保6年12月に漢方医で町医者の小川笙船が江戸の貧民の窮状を訴えて施療院を建てさせる進言をして実現している(小石川養生所)。このほか町火消が整備され、幕府が行っていた新田開発では、開発可能地の意見も参考にされた。吉宗が紀州藩主時代に和歌山城一の橋御門前に設置した訴訟箱が目安箱に繋がったと言われる。しかし実際の目安箱制度は、政治や役人の批判を記し、役所の前に捨てておく捨て文対策として行われたもので、政策の提案は建前に過ぎず、民衆の不満のガス抜き、役人の支配統制こそが真の目的であった。そのため目安箱への投書のほとんどは黙殺され、焼き捨てられていった。
目安箱という呼称は明治政府が使用していたものである。徳川幕府においては単に「箱（はこ）」であり、目安箱という呼称は一切使用されていないことに留意する必要がある。「徳川実紀」の『御触書寛保集成』の中で、「名もなき捨て文を防止するために、評定所に「箱」を設置した。」と目安箱の名で載っていないことを示す内容が、この文献の中に記載されている。
2008年、徳川記念財団の調査により徳川宗家文書から訴状留（側近が訴状内容をまとめたもの）が発見され貴重な資料として注目される。

## 諸藩による目安箱の設置
諸藩においても目安箱が採用された例がある。広島藩では幕府よりも早く目安箱が設置され、1645年（正保2年）に浅野光晟が設置し間もなく廃止されたが、1712年（正徳2年）に浅野吉長が再び目安箱を設置している。また、福山藩でも1742年（寛保2年）に目安箱を設置している。
ただし、盛岡藩主の南部利済治世下では悪用されている（三閉伊一揆参照）。
また、出羽国米沢藩において宝暦13年2月（1763年）に江戸家老の竹俣当綱が上杉重定の権臣森平右衛門を暗殺する事件が起こるが、宝暦12年（1762年）と宝暦13年1月の2回に亘り、米沢藩の藩政混乱を訴える幕府への箱訴が行われ、幕閣でも話題となり、宝暦12年分は焼捨（破棄）されたものの、宝暦13年分は焼捨されない可能性があるという酒井忠香からの情報が米沢藩江戸藩邸に入ったことが直接の原因であったとしている。

## 明治新政府の目安箱
明治新政府も1868年（明治元年）に京都（三条）と東京（内幸町の東京府庁表門）に目安箱を設置した。
一方で1869年（明治2年）2月には建言は公議所に書面で提出することとされ、8月には建言する者を集議院に参上させることとなった。

## 目安箱の廃止
1873年（明治6年）に集議院は左院に吸収されて廃止されたため、同年7月に目安箱は廃止された。